# Brian Gottfried
Brian Edward Gottfried (n. 27 de enero de 1952) es un exjugador de tenis de los Estados Unidos, principalmente recordado por haber alcanzado la final del Torneo de Roland Garros en 1977, a pesar de haber sido un jugador de muy buen nivel en los años 1970, conquistando 25 títulos profesionales y llegando a ser N.º 3 del mundo.
Su juego era predominantemente de saque y red, por lo que la mayoría de sus buenos resultados ocurrieron en canchas rápidas si bien su actuación más destacable tuvo lugar en una superficie lenta, cuando en un Grand Slam, alcanzó la final de Roland Garros en 1977 derrotando a Ilie Năstase en cuartos de final tras estar 2 sets a 0 abajo y en semifinales al australiano Phil Dent en tres sets. En la final perdió ante el argentino Guillermo Vilas por 0-6, 3-6 y 0-6. En 1980 alcanzó las semifinales de Wimbledon sin perder ningún set, hasta que sucumbió ante el sueco Björn Borg en 4 sets. Además alcanzó los cuartos de final del US Open en 1977 y 1978 y en su única participación en el Abierto de Australia perdió en la tercera ronda.
En su carrera como profesional conquistó 25 títulos en todas las superficies, aunque la mayor parte de ellos lo fueron sobre superficies duras o de moqueta sintética. Los 25 títulos lo colocan en el puesto N.º 23 en cantidad de títulos en la Era Open.
Gottfried también fue un gran jugador de dobles, formando una gran pareja junto al mexicano Raúl Ramírez. Juntos conquistaron Roland Garros en 1975 y 1977 y Wimbledon en 1976 y fueron finalistas en otros 4 Grand Slam. Además consiguieron el Abierto Italiano en 4 ocasiones consecutivas (1974-1977) y ganaron el WCT World Doubles en 1975 y 1980. Brian consiguió el mismo torneo en 1979 junto a Ilie Năstase. En su carrera conquistó 54 títulos de dobles. En abril de 1977, la revista Newsweek lo calificó como el "mejor tenista varón del mundo".
La revista "Tennis" lo nombró novato del año 1973. Como juvenil representó a la Universidad de Trinity.
Representó a los Estados Unidos en Copa Davis entre 1975 y 1982, siendo parte del equipo campeón de 1978 que venció al Reino Unido en la final. En la serie decisiva perdió su primer partido ante Christopher Mottram y venció a John Lloyd con la serie ya definida. En 1982 colaboró con el equipo campeón, aunque perdió su único partido de individuales en los cuartos de final, en tres sets, ante el sueco Anders Järryd.
Se retiró en 1984 con 32 años. Tras su retirada participó en circuitos sénior y se ha desempeñado como entrenador.

## Torneos de Grand Slam

### Finalista Individuales (1)
| Año  | Torneo        | Oponente en la final | Resultado   |
| 1977 | Roland Garros | Guillermo Vilas      | 0-6 3-6 0-6 |

### Campeón Dobles (3)
| Año  | Torneo        | Pareja       | Oponentes en la final    | Resultado       |
| 1975 | Roland Garros | Raúl Ramírez | John Alexander Phil Dent | 6-2 2-6 6-2 6-4 |
| 1976 | Wimbledon     | Raúl Ramírez | Ross Case Geoff Masters  | 6-4 4-6 2-6 2-6 |
| 1977 | Roland Garros | Raúl Ramírez | Wojtek Fibak Jan Kodeš   | 7-6 4-6 6-3 6-4 |

### Finalista Dobles (4)
| Año  | Torneo        | Pareja       | Oponentes en la final        | Resultado       |
| 1976 | Roland Garros | Raúl Ramírez | Fred McNair Sherwood Stewart | 6-7(6) 3-6 1-6  |
| 1977 | US Open       | Raúl Ramírez | Bob Hewitt Frew McMillan     | 4-6 0-6         |
| 1979 | Wimbledon     | Raúl Ramírez | Peter Fleming John McEnroe   | 6-4 4-6 2-6 2-6 |
| 1980 | Roland Garros | Raúl Ramírez | Victor Amaya Hank Pfister    | 6-1 4-6 4-6 3-6 |

## Títulos de ATP (79)

### Individuales (25)
| Leyenda                |
| Grand Slam (0)         |
| Tennis Masters Cup (0) |
| ATP Tour (25)          |

| N.º | Fecha                    | Torneo                            | Superficie    | Oponente en la final | Resultado       |
| --- | ------------------------ | --------------------------------- | ------------- | -------------------- | --------------- |
| 1.  | 16 de abril de 1973      | Johannesburgo WCT, Sudáfrica      | Dura          | Jaime Fillol         | walkover        |
| 2.  | 14 de mayo de 1973       | Las Vegas, Estados Unidos         | Dura          | Arthur Ashe          | 6-1 6-3         |
| 3.  | 28 de octubre de 1974    | París Indoor, Francia             | Dura          | Eddie Dibbs          | 6-3 5-7 8-6 6-0 |
| 4.  | 18 de enero de 1975      | Baltimore, Estados Unidos         | Moqueta       | Allan Stone          | 3-6 6-2 6-3     |
| 5.  | 28 de enero de 1975      | Dayton Indoor, Estados Unidos     | Moqueta       | Geoff Masters        | 6-4 4-6 6-4     |
| 6.  | 6 de octubre de 1975     | Melbourne Indoor, Australia       | Césped        | Harold Solomon       | 6-2 7-6 6-1     |
| 7.  | 20 de septiembre de 1976 | Los Ángeles, Estados Unidos       | Moqueta       | Arthur Ashe          | 6-3 6-2         |
| 8.  | 17 de enero de 1977      | Baltimore, Estados Unidos         | Moqueta       | Guillermo Vilas      | 6-3 7-6         |
| 9.  | 21 de febrero de 1977    | Palm Springs, Estados Unidos      | Dura          | Guillermo Vilas      | 2-6 6-1 6-3     |
| 10. | 14 de marzo de 1977      | Washington Indoor, Estados Unidos | Moqueta       | Robert Lutz          | 6-1 6-2         |
| 11. | 21 de marzo de 1977      | La Costa, Estados Unidos          | Dura          | Marty Riessen        | 6-3 6-2         |
| 12. | 24 de octubre de 1977    | Viena, Austria                    | Dura          | Wojtek Fibak         | 6-1 6-1         |
| 13. | 13 de marzo de 1978      | Washington Indoor, Estados Unidos | Moqueta       | Raúl Ramírez         | 7-5 7-6         |
| 14. | 2 de abril de 1978       | Dayton, Estados Unidos            | Moqueta       | Eddie Dibbs          | 2-6 6-4 7-6     |
| 15. | 17 de abril de 1978      | Houston WCT, Estados Unidos       | Tierra Batida | Ilie Năstase         | 3-6 6-2 6-1     |
| 16. | 6 de agosto de 1979      | Columbus, Estados Unidos          | Tierra Batida | Eddie Dibbs          | 6-3 6-0         |
| 17. | 15 de octubre de 1979    | Basilea, Suiza                    | Dura          | Johan Kriek          | 7-5 6-1 4-6 6-3 |
| 18. | 16 de junio de 1980      | Surbiton, Gran Bretaña            | Césped        | Sandy Mayer          | 6-3 6-3         |
| 19. | 21 de julio de 1980      | Washington, Estados Unidos        | Tierra Batida | José Luis Clerc      | 7-5 4-6 6-4     |
| 20. | 20 de octubre de 1980    | Viena, Austria                    | Dura          | Trey Waltke          | 6-2 6-4 6-3     |
| 21. | 27 de octubre de 1980    | París Indoor, Francia             | Moqueta       | Adriano Panatta      | 4-6 6-3 6-1 7-6 |
| 22. | 10 de agosto de 1981     | Stowe, Estados Unidos             | Dura          | Tony Graham          | 6-3 6-3         |
| 23. | 26 de abril de 1982      | Tampa, Estados Unidos             | Dura          | Mike Estep           | 6-7 6-2 6-4     |
| 24. | 18 de octubre de 1982    | Viena, Austria                    | Dura          | Bill Scanlon         | 6-1 6-4 6-0     |
| 25. | 17 de octubre de 1983    | Viena, Austria                    | Dura          | Mel Purcell          | 6-2 6-3 7-5     |

### Finalista en individuales (26)
- 1973: Fort Worth (pierde ante Eddie Dibbs)
- 1973: Christchurch (pierde ante Fred Stolle)
- 1974: Londres (pierde ante Jimmy Connors)
- 1975: Denver (pierde ante Jimmy Connors)
- 1975: Johannesburgo-2 (pierde ante Harold Solomon)
- 1976: Richmond (pierde ante Arthur Ashe)
- 1976: San Francisco (pierde ante Roscoe Tanner)
- 1976: Johannesburgo-2 (pierde ante Harold Solomon)
- 1977: Memphis (pierde ante Björn Borg)
- 1977: Los Ángeles (pierde ante Stan Smith)
- 1977: Denver (pierde ante Björn Borg)
- 1977: Washington (pierde ante Guillermo Vilas)
- 1977: Roland Garros (pierde ante Guillermo Vilas)
- 1977: Columbus (pierde ante Guillermo Vilas)
- 1977: Los Ángeles (pierde ante Raúl Ramírez)
- 1977: San Francisco (pierde ante Butch Walts)
- 1977: Maui (pierde ante Jimmy Connors)
- 1977: París (pierde ante Corrado Barazzutti)
- 1978: Los Ángeles (pierde ante Arthur Ashe)
- 1979: Rancho Mirage (pierde ante Roscoe Tanner)
- 1979: Washington (pierde ante Roscoe Tanner)
- 1981: Bruselas (pierde ante Jimmy Connors)
- 1981: Queen’s Club (pierde ante John McEnroe)
- 1981: Viena (pierde ante Ivan Lendl)
- 1982: Columbus (pierde ante Jimmy Connors)
- 1982: Wembley (pierde ante John McEnroe)